# KIAA1267
KIAA1267‏ (KAT8 regulatory NSL complex subunit 1) هوَ بروتين يُشَفر بواسطة جين KIAA1267 في الإنسان.